# Heissiana
Heissiana is een uitgestorven geslacht van wantsen uit de familie van de Piesmatidae (Amarantwantsen). Het geslacht werd voor het eerst wetenschappelijk beschreven door Popov in 2001.

## Soorten
Het genus bevat de volgende soort:

- Heissiana serafini Popov, 2001